# 丸山 (鎌ケ谷市)
丸山（まるやま）は鎌ケ谷市の地名。現行行政地名は丸山一丁目から丸山三丁目。2015年（平成27年）10月1日現在人口は3,780人である。郵便番号は273-0103。

## 地理
北側は右京塚、東側は東初富、南側は鎌ケ谷、西側は東道野辺や道野辺本町と隣接している。
なお、隣接する船橋市にも丸山があるが、直接の関係はない。

## 交通
町内を京成電鉄松戸線が通っているが、駅はない。最寄り駅は京成松戸線鎌ヶ谷大仏駅、東武野田線（東武アーバンパークライン）鎌ヶ谷駅。
道路は千葉県道57号千葉鎌ケ谷松戸線が北端を通るほか、千葉県道8号船橋我孫子線のバイパスが南北を通っている。

## 施設
- 鎌ヶ谷さくら幼稚園

## 関連リンク
- 鎌ケ谷市

座標: 北緯35度45分41.2秒 東経140度0分31秒 / 北緯35.761444度 東経140.00861度